# Cincticostella bifurcata
Cincticostella bifurcata is een haft uit de familie Ephemerellidae. De wetenschappelijke naam van de soort is voor het eerst geldig gepubliceerd in 2009 door Xie, Jia, Chen, Jacobus & Zhou.
De soort komt voor in het Oriëntaals gebied.